# 마이어스 레오나드
마이어스 레오나드(영어: Meyers Leonard, 1992년 2월 27일 ~ )는 미국의 농구 선수이자 미국 프로 농구 포틀랜드 트레일블레이저스 선수이다.

## 생애
마이어스 레오나드는 일리노이주 로빈슨에서 어린 시절을 보냈다. 마이어스가 6살 때 아버지 제임스가 자전거 사고로 사망하자 어머니 트레이시는 남편의 죽음에 대한 충격과 승마로 얻은 부상 후유증으로 인해 집안에서만 머물렀다.

## 고등학교 시절
고등학교 입학 당시 가드 포지션이었으나 1학년에서 2학년으로 진학하는 기간 동안 키가 6인치(15cm)나 커버려서 센터로 포지션을 변경했다.

## NBA 선수 시절
2012 NBA 드래프트에서 마이어스 레오나드는 포틀랜드 트레일블레이저스의 1라운드 전체 11위로 지명을 받는다. 6월 13일 2년간 435만 달러의 입단 계약을 체결한다.